# 大車輪 (麻雀)
大車輪（だいしゃりん）とは、麻雀のローカル役の一つ。二筒から八筒までの筒子で作ったメンチンタンピン二盃口（二筒から八筒までの対子を一つずつ用いた七対子と同じ形）を役満扱いとしたもの。門前役。基本的には筒子にのみ適用される。同じ形を萬子あるいは索子で和了した場合、ドラや他の役が追加しない限り、11翻となる。

## 概要
大車輪は昭和中期の麻雀ブームの折りに考案された比較的新しい役であるが、現在の一般的なルールでは採用しない場合が多い。当時のルールを守る一部の雀荘や地方の雀荘では採用していることがあるが、各種プロ団体は勿論のこと、関東式のフリー雀荘でもほとんどの場合採用していない。一方で、200万本以上を販売した任天堂のファミコンソフト「麻雀」でも役満として採用していたなど麻雀ソフトでは採用の多いローカル役である。オンライン麻雀では、麻雀格闘倶楽部、雀龍門が採用する一方で、天鳳、東風荘、ハンゲーム、MJシリーズでは採用していない。ただし、仲間内での麻雀においては採用しているケースが多く、「もっとも有名なローカルルール」としてある程度普及している。
和了形は  の形に限られる。
一見すると七対子だが、いずれの牌が待ちになろうと必ず三面待ちもしくは両門待ちになり、その内の高目でしか大車輪にならない（大車輪にならない安目の待ちがある）。メンチンであるため複雑な待ちになってしまうような印象があるが、テンパイ形が以下の7通りに限られるため、待ちのパターンをまるごと覚えてしまうのも手である。
なお、大車輪を採用しない場合、メンチンタン七対子ではなくメンチンタンピン二盃口として計算する。前者で計算すると計9飜で倍満だが、後者なら計11飜で三倍満になるためである（高点法）。また、ドラや他の役が重なれば数え役満にもなりうる。大車輪を役満としない場合に点数面で困る事は、天和や地和と重複できない事くらいである。

## 牌姿の例
（例）高目で大車輪となるケース
待ちは。大車輪となるの他に、の両門にも取れる。八筒を雀頭にするとわかりやすい。
（例）高目で大車輪となるケース
待ちは。二筒を雀頭にするとわかりやすい。この形では、最安目の九筒の時にタンヤオも一盃口も崩れてしまう。
（例）高目で大車輪となるケース
待ちは。雀頭を五筒もしくは八筒にするとわかりやすい。この形では三門張にはならず、ただの両門待ちになる。
（例）高目で大車輪となるケース
待ちは。二筒を頭にするとの両門待ちに、八筒を頭にするとの両門待ちにとれる。
（例）高目で大車輪となるケース
待ちは。高目四筒のケースを左右逆にした形。高目四筒のケースと同じく両門待ちにしかならない。
（例）高目で大車輪となるケース
待ちは。高目三筒のケースを左右逆にした形。同じように最安目ではタンヤオも一盃口も崩れる。
（例）高目で大車輪となるケース
待ちは。高目二筒のケースを左右反転させた形。
以上7通り、どの形でも（七対子の単騎待ちではなく）両門以上の待ちになる。高目安目にかかわらず常に平和が成立し、安目でもタンヤオや一盃口が複合する大物手である。二盃口になる最高目でのあがりを大車輪とするかどうかは取り決め如何であるが、大車輪としなくても三倍満であり、さらにリーチやツモ、ドラなどが複合すれば容易に数え役満となる。大車輪を採用していなくても充分な大役であると言える。

## バリエーション
かつては筒子の1 - 7で作った形や3 - 9で作った形を大車輪に含めたり、筒子の清一色七対子であれば数字が連続していなくても大車輪と認めるルールも一部で存在した。麻雀のローカル役#小車輪も参照。

## フィクションでの扱い
片山まさゆきの『ノーマーク爆牌党』には、主人公爆岡が大車輪を和了るシーンがある。爆岡は大車輪と申告するが、放銃者に「今どきどの雀荘に大車輪なんて役があるんだよ!」と一喝され、店主も「そればっかりは」と。結局「タンピン二盃メンチンドラドラで32000（タンヤオピンフ二盃口門前清一色ドラ2=13翻の数え役満）、あ、同じじゃん」と落ちるのだが、「正規には認められていないものの広く知られている役」であることが窺える。
また、高橋雄一郎著の読み切り漫画でも登場し、雀荘で旧役扱いされるが普通に数え役満となるオチになっている。
嶺岸信明作画/来賀友志原作の『天牌』にも大車輪の和了シーンが登場するが、こちらでは逆にあがった影村が三倍満と申告するが、同卓者が「この店の特殊ルールでそれは大車輪って役満なんです」と訂正し、影村は役満ご祝儀と役満分の点棒を得ている。